# Álvaro Gago
Álvaro Gago Díaz (Vigo, 21 de junio de 1986) es un cineasta español.

## Trayectoria
Gago se licenció en 2008 en Comunicación Audiovisual por la Facultad de Ciencias Sociales y de la Comunicación de Pontevedra, de la Universidad de Vigo. En 2009 se mudó a Chicago para estudiar teatro. Un año después se trasladó a Londres para continuar sus estudios cinematográficos en la London Film School.
En enero de 2018 ganó el premio del jurado en el Festival de Cine de Sundance con su cortometraje Matria.Y en mayo del mismo año recibió el premio del jurado al mejor cortometraje de ficción en el Festival de Cans. En este festival también obtuvo el premio del público al mejor cortometraje y el premio especial del jurado local al mejor cortometraje.
Basándose en el cortometraje Matria, Gago desarrolló más el personaje de Ramona para "documentar la realidad bajo un velo de ficción" y estrenó en 2023 Matria, la película. Con ella, su protagonista María Vázquez tuvo diversas nominaciones como mejor actriz, consiguiendo la Biznaga de Oro en el Festival de Cine de Málaga de ese año.
En 2024, en la XXXVIII edición de los Premios Goya celebrada en Valladolid Gago fue nominado al Mejor Dirección Novel y María Vázquez como mejor actriz por Matria, aunque no consiguieron los galardones.

## Obra
- Endless Chicago, película documental, SD, 6', 2008-2009, producida por North Park University (Chicago, EE. UU.).
- Doremi, cortometraje, HD, 20', 2010, producido por The Other Self (RU).
- Curricán, cortometraje, 16mm, 16', 2013, coproducción Sombriza Films (España) & The London Film School (RU).
- Bombolles, cortometraje, HD, 2', 2015, producido por Black Factory Cinema (España).
- Matria, cortometraje, HD, 20', 2017, producido por Sombriza Films (España).[7]
- 16 de diciembre, cortometraje.[8]
- Matria, película de 2023.